# Мая Кисьова
Мая Кисьова е българска актриса, режисьор и драматург.

## Образование
Мая Кисьова е родена в Разград. Завършва ПМГ „Акад. Н. Обрешков“ (1982) в родния си град със златен медал, а след това българска филология във ВТУ „Св. св. Кирил и Методий“ (1988) с теза „Конфликти и герои в комедиите на Станислав Стратиев“.
През 1997 г. завършва актьорско майсторство за драматичен театър в НАТФИЗ „Кръстю Сарафов“ в класа на професор Богдан Сърчаджиев и професор Пламен Марков, при когото специализира режисура за драматичен театър (1999). Магистър е по театрознание с теза „Драматургията на Боян Папазов“ (НАТФИЗ, 2006) и доктор по филология с дисертационен труд „Сценични реализации на българската поезия 1990 – 2010“, защитен през 2017 г. в Нов български университет .

## Актьорска кариера
Работила е в ДТ „Антон Страшимиров“ (1989 – 1999) като щатен драматург и актриса, където е поставила и камерните спектакли „По-силната“ по Стриндберг (1998) и „100 йени за услугата“ от Бецуяку Минору (2002).
Поставила е авторските моноспектакли „Театър от пясък“ (2021)  и „Мигове и Маски“(2022), реализирани по Програма „Творчески инициативи“ на НФК.
Поставя и играе на 3 езика (български, руски и английски) мултимедийния спектакъл „Безопасни игли“ от 105 хайку на Петър Чухов под патронажа на посолството на Япония в България (2011 – 2015).
Спектакъла си „Шекспирови сонети в сезони“ представя с различни музиканти: с диригента Красен Иванов  (2009); с КА „Софийски солисти“ (2014); с пианиста Георги Пармаков  (2016).
Участвала е в късометражни и документални филми, в сериала на bTV „Столичани в повече“ (сезон 8), в рекламни клипове и др.

## Кариера на автор
- Мая Кисьова е автор на книги за театралното изкуство [10], пиеси и хайку: "Три пиеси: "Играещи светулки", "Климатици и парцалки", "Рафаела и куклите" (2025); „Театър от пясък“ – театрален дизайн в хайбун [11](2020); „Виж какво“ – роман [12](2017); „Две пиеси“ – със Светлана Дичева[13] (2016); „Майска утрин / May Morning“ – хайку / haiku [14] (2014); „еМОрфей. Пет пиеси и един актьорски дневник“[15] (2013); "Исторически аспекти на реалацията „актьор – драматург“ (2009) – монография [16]; „Словесни репетиции“ (2008) – театрално-критически и художествени текстове; „Три луни“ (2008) – лирика; „39 спирки по пътя“ (2003) – лирика.
- Пиесата и́ „Моят театър. Един урок на Сара Бернар“ (2020) е номинирана в Конкурс за нова пиеса на НБУ (2021).[17]
- Пиесата и́ „Между ударите“ (2004) е номинирана в конкурс „Нова българска драма“ (2004) и реализирана на сцената на Чешки културен център [18].

Със свои доклади е участвала в национални и международни научни конференции. Публикувала е в специализирани издания за театър, литература и наука, сред които сп. АРТизанин, сп. „Театър“, Литературен вестник, сп. „Море“ и др.

## Кариера на озвучаваща актриса
От 1999 г. се занимава с озвучаване на филми и сериали. Тя озвучава Брук Дейвис в „Самотно дърво на хълма“, Марта Кент и Клои Съливан в „Смолвил“ и Кейт Остин в пети и шести сезон на „Изгубени“ в дублажа на Александра Аудио. Други сериали с нейно участие са „Страсти под слънцето“ и „Инспектори“.

## Други дейности
От март 2024 г. работи в  Библиотека НБУ.
От февруари 2020 до март 2023 г. е редактор в Андарта Студио.
През лятото на 2019 г. работи в Зала „История на книгата“ в Националната библиотека „Св. св. Кирил и Методий“. Била е режисьор и е записала аудиокниги в Storytel Bulgaria  (2017 – 2019).
Създава стандарт и води курс „Писателят като Актьор“ по творческо писане и актьорско майсторство в МОНТФИЗ(2011 – 2015). Преподавала е актьорско майсторство и в Училище за таланти (2016 – 2020)
Била е експерт „Връзки с обществеността“ в Сатиричен театър „Алеко Константинов“ (2015 – 2016).
Член е на САБ и Театераутор.

## Награди и отличия
- I награда в раздел хайку от XXVI Международен фестивал „Мелнишки вечери на поезията“ (2025)
- I награда от V Международен конкурс за хайку "Мая Любенова" - българска секция (2024)
- I награда в раздел хайку от XX Международен фестивал „Мелнишки вечери на поезията“ (2019)
- Плакет за драматургия от Националния литературен конкурс „Димитър Димов“ (2016)
- II и III награди от XIX Международен конкурс за хайку „Кусамакура“, Япония, (2014)
- Номинация „Константин Кисимов“ за млада актриса (1995)
- Почетна значка „Отличник“ на Министество на културата (1989)

## Личен живот
Мая Кисьова има син, Рафаил Георгиев, скулптор.